# 大分三井120号
大分三井120号（おおいたみい120ごう）は、大分県で開発されたイネの栽培品種のひとつである。通称、大分三井。

## 概要
1925年（大正14年）に開発され、かつては大分県全域で栽培されていたが、昭和40年代以降に姿を消した。しかし、2009年（平成21年）に復活し、主に酒米として日本酒醸造に用いられている。酒米としての歴史は浅いが、評価の高い酒米「松山三井」の親系統であることから、酒米として優れた性質が期待されている。

## 沿革

### 誕生
1908年（明治41年）に、福岡県三井郡の白葉枯病試験地で栽培されていた「神力」と「愛国」の雑種第二代の個体を持ち帰った三井郡の篤農家が、自分の圃場で選抜による品種改良を行い、生まれた品種を「三井神力」と名付けた。この品種は後に「三井」の通称で呼ばれるようになった。
大分県農業試験場では、1919年（大正8年）に「三井」の品種改良を始め、耐病性や品質にすぐれ、脱粒しにくい系統を分離して固定種とし、1925年（大正14年）に「大分三井120号」が生まれた。
なお、1953年（昭和28年）には、「大分三井120号」を父、「近畿25号」を母とする人工交配により、愛媛県農業試験場で「松山三井」が誕生している。

### 栽培
「大分三井120号」は、昭和10年代には大分県の奨励品種とされ、大分県全域で栽培されていた。大野郡三重町の『三重町誌』には、「大分三井120号」が「収穫多量ニシテ品質良好、最モ地方ニ適スル」品種として、最も多く栽培されたと記されており、さらに、その特長を「当時としては丈が低く、実入りが良く、籾はあえ易かった」としている。
しかし、後年開発された品種に比べると、稲穂の背丈が高く、粒が大きく脱粒しやすいという欠点があり、ヒノヒカリの栽培が広まったこともあって、昭和40年代に入ると次第に栽培されなくなり、姿を消した。

### 復活
2009年（平成21年）に、別府市内成で試験的に栽培が行われた。これを知った宇佐市の酒造所の杜氏が種もみを譲り受け、2010年（平成22年）から酒米として栽培を開始。2011年（平成23年）に「大分三井120号」を使った日本酒を完成させた。
2012年（平成24年）には、約10トンの収穫量のうち、約6トンが「大分三井」のルーツである「三井神力」が生まれた福岡県三井郡大刀洗町の酒造所に出荷され、里帰りを果たした。